# Borda de Molièr
La Borda de Molièr és una borda del municipi de Bausen (Vall d'Aran) inclosa en l'Inventari del Patrimoni Arquitectònic de Catalunya.

## Descripció
La Bòrda de Molièr, en la Vall de Carlac (zona de Borcs), segueix els perametres usuals de les bòrdes de "tet de palha" integrant l'estable a la part baixa i el paller a la part superior, amb entrades diferenciades a peu pla que aprofiten el desnivell del terreny. L'obra de paredat amb dues cantonades travades, suporta una "charpanta" coberta amb garbes de palla que en el vèrtex foren reforçades amb dues files "d'estartèrs"per banda. La façana principal s'orienta al sud-oest paral·lela a la "capièra" i presenta una porta (1,70 x 1m) de dues fulles horitzontals que faciliten la ventilació de l'estable, així com les petites lluernes. La porta que dona al paller se situa sota l'estructura graonada dels "penaus" orientada al nord-oest (1,50 x 1m) d'una sola fulla i amb una petita rampa que facilita l'accés. A l'altra banda, el "penalèr" clou amb un empostissat.

## Història
A requirement d'Agustí Talasach l'any 1806 fou declarat mitjançant esparatge que els bordalers de Borcs i de Carlac de Dalt tenien dret a pas en la Bòrda de Carlac en cas de contratemps. En bona lògica el nom de la casa serva relació amb l'explotació de la Mòla. La trobem documentada a partir d'un Francesc Puzol (1895)